# Rue de l'Orphelinat (Bruxelles)
Pour les articles homonymes, voir Rue de l'Orphelinat.
La rue de l'Orphelinat (en néerlandais: Weeshuisstraat) est une rue résidentielle bruxelloise située dans le quartier de Scheut à Anderlecht en Belgique. 

## Situation et accès
Elle relie la rue van Soust et le boulevard Félix Paulsen.
Voie d'accès
| ___ | Ce site est desservi par les stations de métro : Jacques Brel et Aumale. |

- arrêt Jacob Smits du bus 49 (stib)
- arrêt Henri Rey du bus 89 (stib)

## Origine du nom
Elle tient son nom de l'ancien orphelinat qu'elle abritait au XIXe siècle, devenu actuellement le Home Van Hellemont pour personnes âgées. 

## Bâtiments remarquables et lieux de mémoire
Cette rue est exclusivement résidentielle. La congrégation des pères Scheutistes se trouve à proximité.